# Wittenbach SG
| SG ist das Kürzel für den Kanton St. Gallen in der Schweiz. Es wird verwendet, um Verwechslungen mit anderen Einträgen des Namens Wittenbach zu vermeiden. |

Wittenbach ist eine Stadt und eine politische Gemeinde im Wahlkreis St. Gallen im gleichnamigen Kanton in der Schweiz. Wittenbach umfasst die Ortsteile Wittenbach, Kronbühl (im einheimischen Dialekt Chrobel), Bruggwaldpark und mehrere Streusiedlungen.

## Geographie

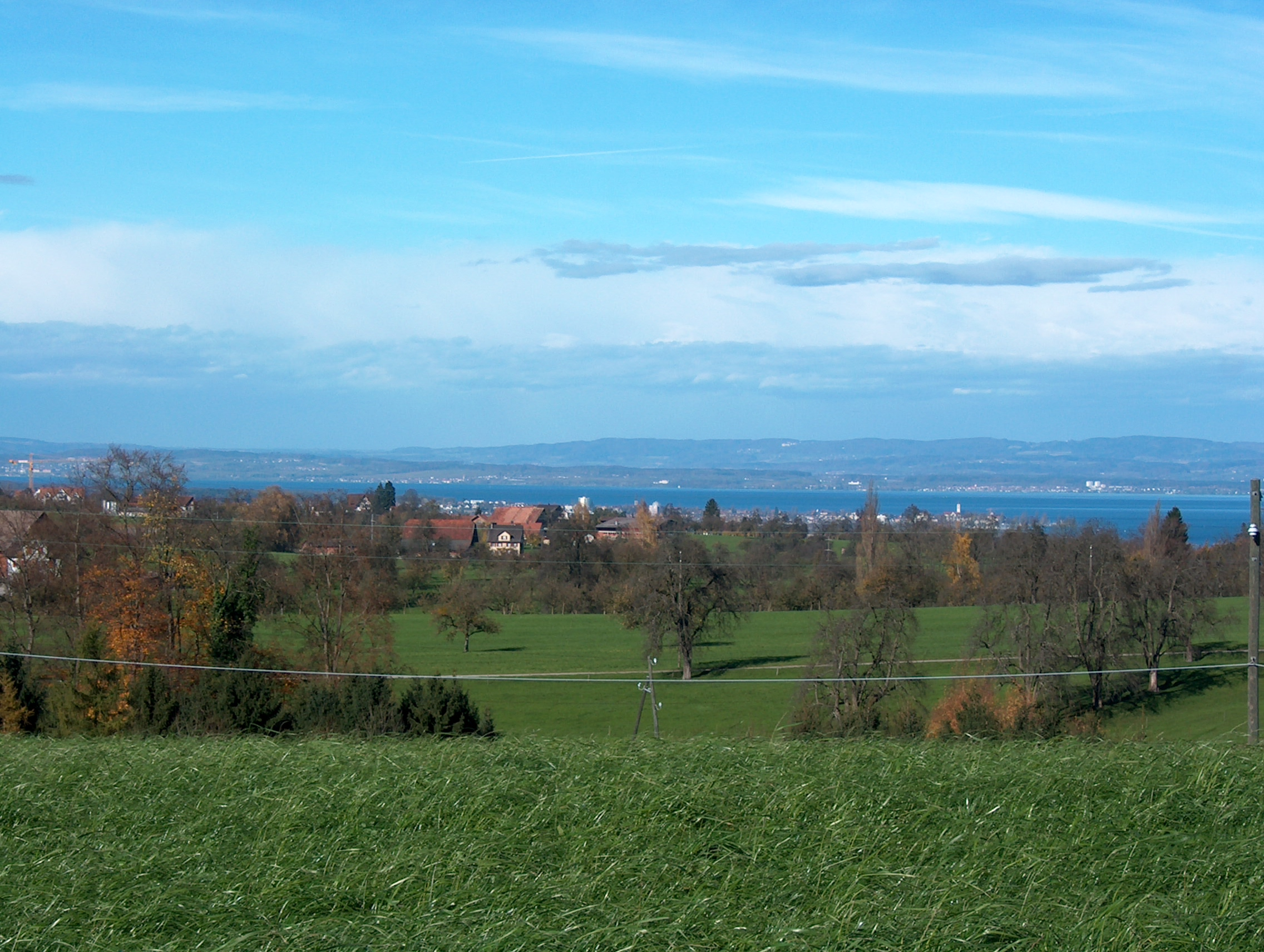
Blick vom Kronbühl auf Bodensee

Wittenbach liegt nördlich der Stadt St. Gallen zwischen den eingeschnitten in Tobel verlaufenden Flüssen Sitter und Steinach. Der höchste Punkt mit 780 m ü. M. findet sich im Bruggwald beim Wildpark Peter und Paul. Der tiefste Punkt der Gemeinde ist die Sohle des Flusses Steinach auf 490 m ü. M. Die Gemeinde reicht bei der Wallfahrtskirche Heiligkreuz weit in den Siedlungsraum der Stadt St. Gallen hinein, umfasst aber auch die Exklave Hinterberg in der Gemarkung der Gemeinde Häggenschwil. Nachbargemeinden sind Roggwil TG, Berg, Mörschwil, St. Gallen, Waldkirch, Gaiserwald und Häggenschwil.
Im Norden des Gemeindegebietes, beim Weiler Dottenwil, befindet sich auf einem vom Rheingletscher geformten Drumlin das Schloss Dottenwil. 

## Klima
In Wittenbach herrscht das gleiche Klima wie in St. Gallen. Die Jahresmitteltemperatur liegt bei rund 8,4 °C.
Die Sommer sind angenehm warm mit teilweise vielen Regenfällen wie das ganze Jahr durch, wobei die Winter eher kühl ausfallen.

## Geschichte

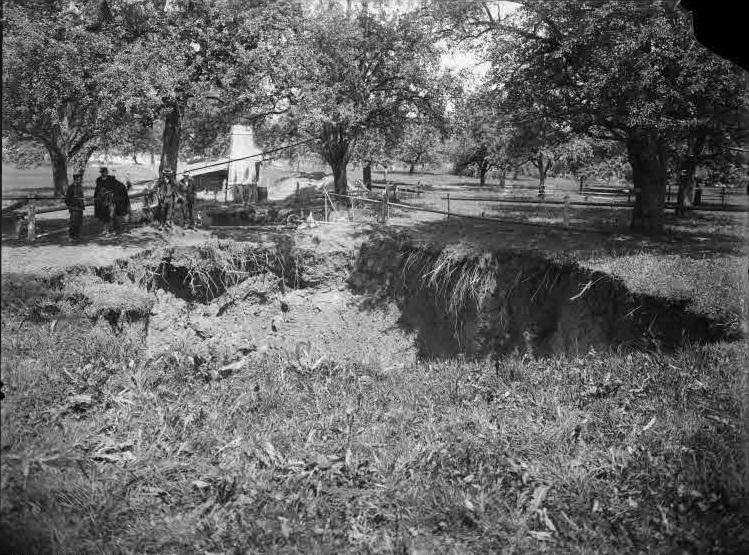
Einsturzstelle des am 22. Juni 1909 beim Bau der Bodensee-Toggenburg-Bahn eingebrochenen Bruggwaldtunnels, rund 200 Meter vom Wittenbacher Tunnelportal entfernt. Elf Tage nach der Katastrophe konnte der junge Italiener Giovanni Pedersoli lebend aus dem Schutt befreit werden.

Der Ort wurde 1297 als Witebach erstmals erwähnt. Wittenbach bestand zuerst aus Einzelhöfen (Brumenau angeblich 830 erwähnt, Gommenschwil 847), später aus Weilern. Das Meieramt Wittenbach umfasste als Lehen des Klosters St. Gallen Höfe in Wittenbach, Tablat und Häggenschwil. Nach Einlösung der verpfändeten Vogtei Wittenbach 1381 vermochte das Kloster seine Herrschaftsrechte später allmählich bis zur eigentlichen Landesherrschaft auszubauen. 1458/59 wurde Tablat (Oberwittenbach) von Wittenbach getrennt. Bis 1798 bildete Wittenbach einen Teil des fürstäbtischen Landshofmeisteramtes und innerhalb desselben eine Hauptmannschaft des Hofgerichtes. 1803 wurde Wittenbach zu einer politischen Gemeinde des Kantons St. Gallen und gehörte bis 1831 zum Bezirk Rorschach, 1831 bis 1918 zum Bezirk Tablat und bis 2003 zum Bezirk St. Gallen.
Wittenbach gehörte grösstenteils zur St. Galler Pfarrei St. Laurenzen und ab 1535 zur Pfarrei Gallus-Münster; 1647 wurde es zu deren Filialpfarrei erhoben. Die Kirche im Gebiet Kappelhof wird 1222 erstmals erwähnt, der heutige Bau auf dem St. Ulrichsberg entstand 1675/76.

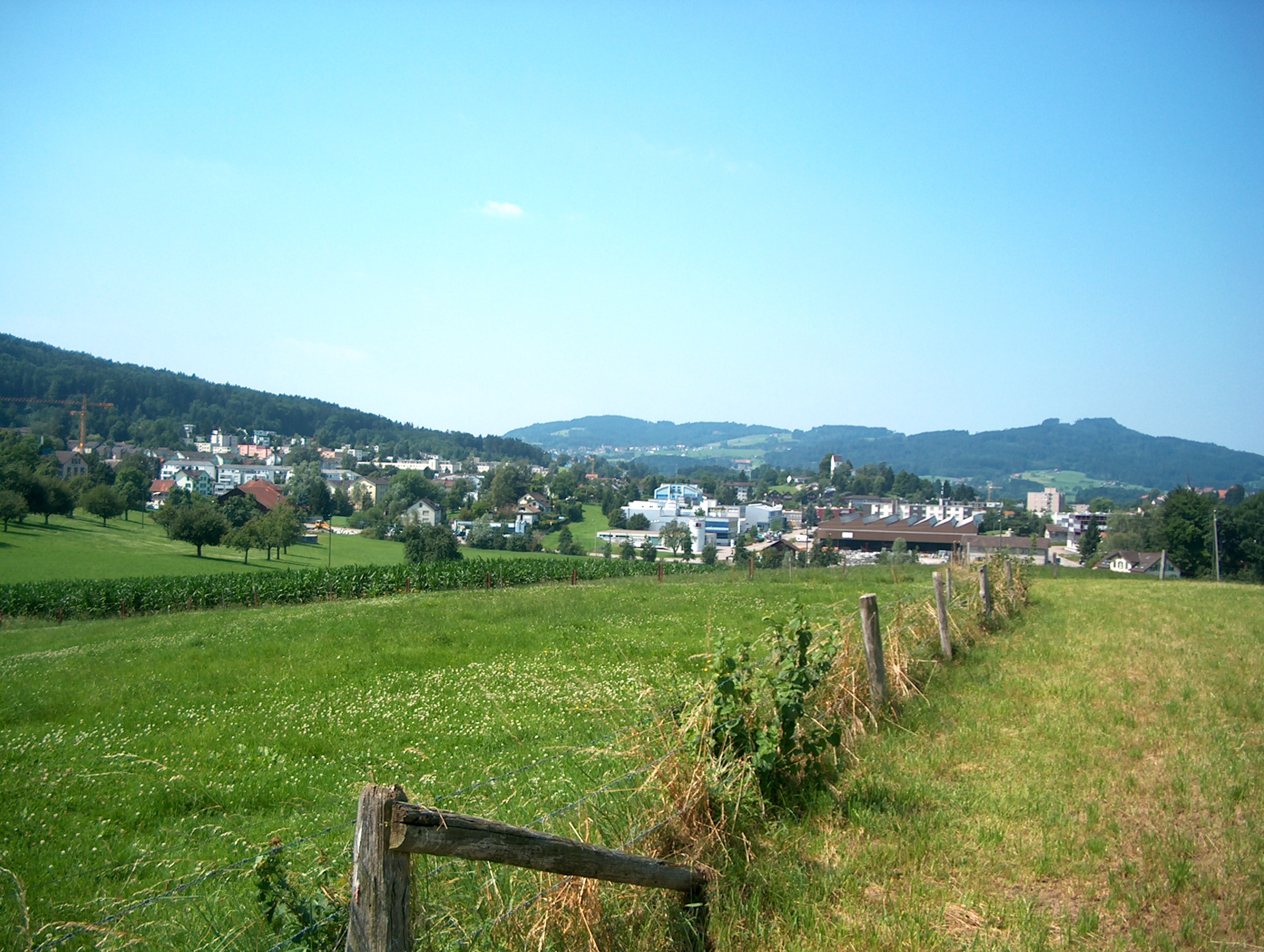
Wittenbach wurde zu einer Agglomerationsgemeinde der Stadt St. Gallen. Blick vom Kappelhof auf Wittenbach

Die Ackerflur wurde bis Ende des 18. Jahrhunderts im Dreizelgensystem genutzt. Daneben betrieb man Obst- und Flachsbau. Im 19. Jahrhundert setzten sich Gras- und Milchwirtschaft durch. Angesichts der im Ancien Régime überwiegend kleinbäuerlichen Verhältnisse wurde zusätzlich Heimarbeit im Dienst der sankt-gallischen Textilindustrie geleistet. Die Fabrikstickerei (Stickerei Kronbühl AG) leitete ab 1869 die Industrialisierung Wittenbachs ein. Die Depression aufgrund der Stickereikrise ab 1914 führte nach dem Zweiten Weltkrieg zur wirtschaftlichen Diversifizierung. Neben der Textilindustrie entwickelte sich vor allem die Metallindustrie. 1910 erfolgte der Anschluss an die Bodensee-Toggenburg-Bahn. Eine starke Ausdehnung hat das Siedlungsgebiet durch die Industrialisierung erfahren, seit ca. 1960 vor allem durch Wohnbauten für Wegpendler, namentlich nach St. Gallen, wo ca. zwei Drittel der erwerbstätigen Bevölkerung arbeiten.

## Bevölkerung

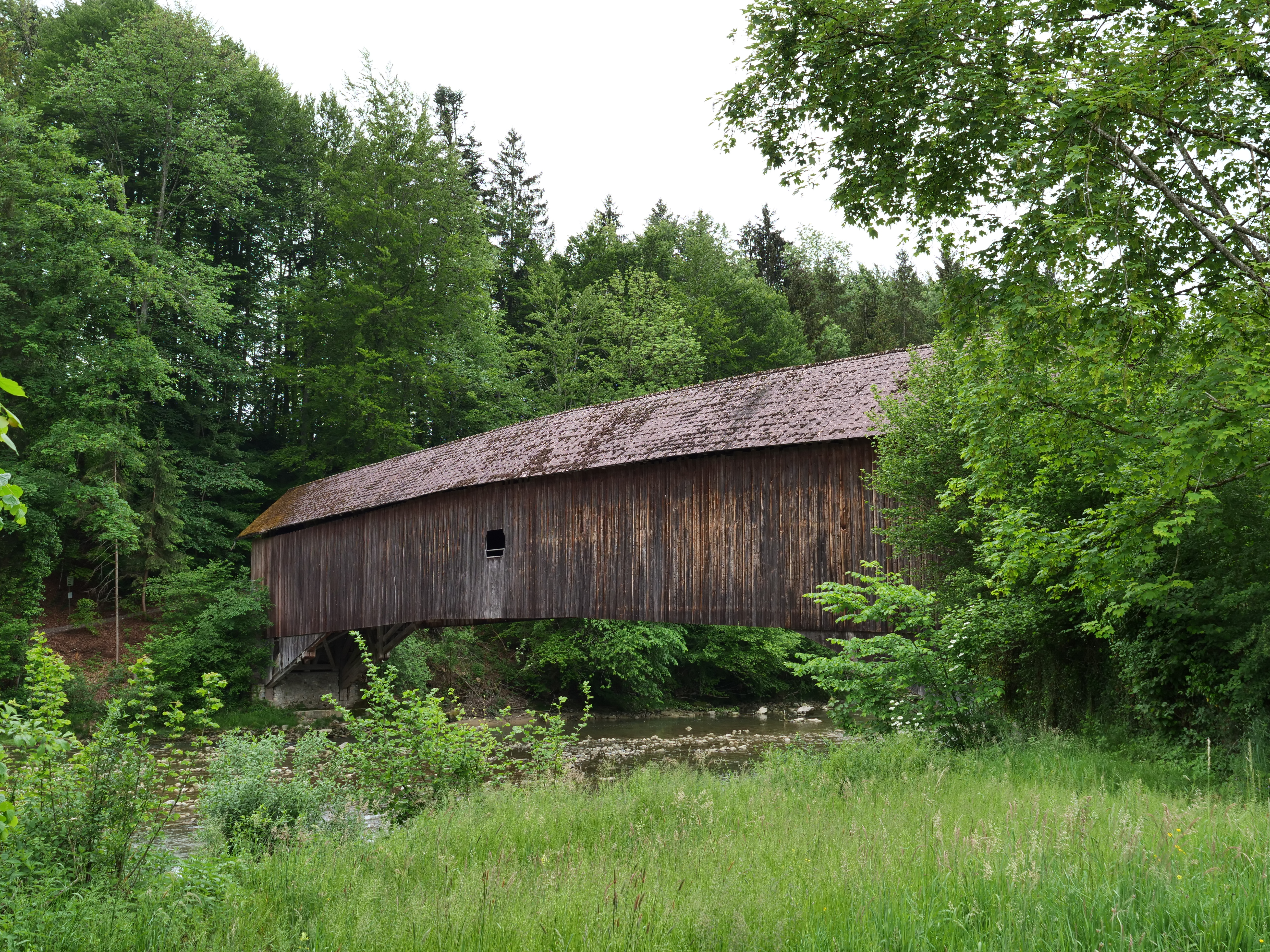
Die Wannenbrücke verbindet den Wittenbacher Weiler Unterlören mit Bernhardzell.

| Jahr      | 1831  | 1860  | 1900  | 1910  | 1950  | 1970  | 1990  | 2000  | 2010  | 2019  |
| Einwohner | 1322  | 1284  | 1849  | 2668  | 2393  | 5487  | 7910  | 8457  | 9280  | 9706  |
| Quelle    | [ 7 ] | [ 7 ] | [ 7 ] | [ 7 ] | [ 7 ] | [ 7 ] | [ 7 ] | [ 7 ] | [ 8 ] | [ 8 ] |

## Wirtschaft
Die 1960 gegründete Landwirtschaftliche Genossenschaft Wittenbach und Umgebung wurde 2018 von der LANDI Fürstenland AG aus Wittenbach übernommen, welche selbst wiederum vier Jahre später von der Landi Oberthurgau AG aus Roggwil übernommen wurde.

## Verkehr

### Strasse
Vom Frühmittelalter an führte die Alte Konstanzerstrasse von St. Gallen her kommend durch Wittenbach nach Lömmenschwil.
In Wittenbach zweigt heute die Hauptstrasse 451 nach Arbon von der Hauptstrasse 471 St. Gallen–Amriswil–Scherzingen (–Kreuzlingen) ab. Der Autobahnzubringer A1.1 Meggenhus–Arbon West entlastet Wittenbach vom Durchgangsverkehr.

### Schiene
Am 3. Oktober 1910 wurde die Bodensee-Toggenburg-Bahn (BT) mit dem zu einem grossen Teil in der Gemeinde Wittenbach liegenden Bruggwaldtunnel eröffnet. Die Bahnlinie gehört seit 2001 der Südostbahn (SOB) und ist Teil der S-Bahn St. Gallen. Wittenbach liegt an der Strecke Schaffhausen-Wil

### Bus
Für die Feinverteilung im öffentlichen Verkehr sorgen die Postautolinien St. Gallen–Arbon, Wittenbach–Häggenschwil-Winden und Wittenbach–Bernhardzell. Seit dem Dezember 2018 wird die Verbindung von und nach St. Gallen durch Autobusse der Linie 4 der VBSG gewährleistet, die 2021 durch Batterietrolleybusse ersetzt wurden.

## Gemeindepartnerschaft
Die Partnergemeinden von Wittenbach sind Wilburgstetten und Selma.

## Sehenswürdigkeiten

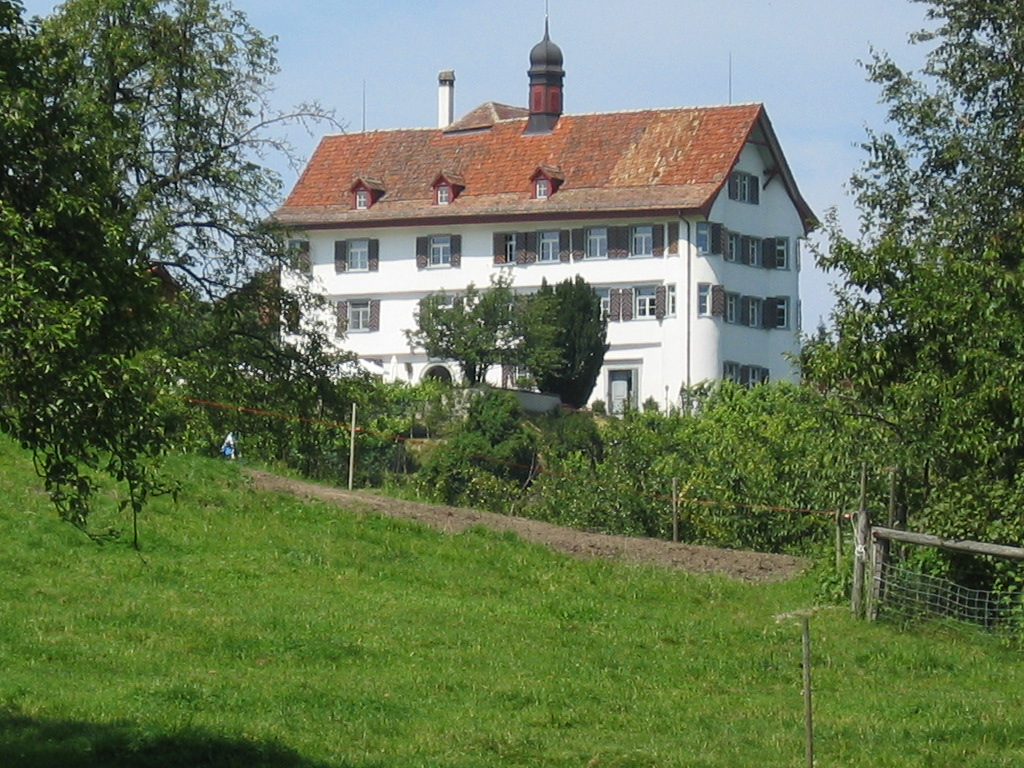
Schloss Dottenwil

- Katholische Pfarrkirche St. Ulrich, erbaut 1675 von Daniel Glattburger nach Plänen von Pater Maurus Heidelberger
- Kapelle St. Johannes Nepomuk, 1758 errichtet von Joh. Pfister
- Schloss Egg, östlich der Kirche (ursprünglich ein Meierhof des Klosters St. Gallen, neu erbaut 1624)
- Schloss Dottenwil (16. Jahrhundert) im Weiler Dottenwil

## Vereine
In Wittenbach gibt es verschiedene Sportvereine, die die Sportarten Handball, Fussball, Volleyball, Unihockey, Baseball, Badminton, Turnen sowie Schwimmen betreiben. Zu den bekanntesten Vereinen gehören der Handballclub Rover Wittenbach, der FC Wittenbach und der STV Wittenbach.

## Persönlichkeiten
- Johann Matthias Hungerbühler (1805–1884), Politiker
- Franz Eduard Buchegger (1814–1868), Bibliothekar der Stiftsbibliothek St. Gallen
- Johann Ulrich Hafner (1827–1891), Ingenieur, Unternehmer und Politiker
- Urban Angehrn, (* 1965), Direktor Eidgenössische Finanzmarktaufsicht (FINMA)